# Esdeveniment Elmo
L'Esdeveniment Elmo en angles: Eocene Thermal Maximum 2 (ETM-2), també conegut com a H-1 o the Elmo (Eocene Layer of Mysterious Origin) event, va ser un període de canvi climàtic mundial que va passar fa uns 53,7 milions d’anys (Ma). Es creu que va ser el segon episodi hipertèrmic de l'Eocè.
Els intervals hipertèrmics eren períodes relativament breus d’escalfament global (<200,000 anys) acompanyats d’emissió massiva de carboni. El període més extrem i més ben estudiat és el Màxim tèrmic del Paleocè-Eocè (PETM o ETM-1), ocorregut fa uns 1,8 milions d’anys abans de l’ETM-2, fa uns 55,5 Ma. Altres períodes hipertèrmics van seguir a l’ ETM-2 als 53,6 Ma (H-2), 53,3 (I-1), 53,2 (I-2) i 52,8 Ma (informalment anomenat K, X o ETM-3).
Els períodes hipertèrmics precedeixen l'esdeveniment Azolla de fa 49 Ma.
L’ETM-2 es reconeix clarament en les seqüències de sediments quan s'analitza la composició d’isòtops estables de carboni o de material que conté carboni. La relació 13C/12C de carbonat de calci o de matèria orgànica s'abaixa significativament al llarg d’aquest esdeveniment.
Un lleuger horitzó ric en argila amrca l’ETM-2 en els sediments marins de llocs molt separats, aquesta capa és causada per la dissolució del carbonat de calci.
Es creu que PETM i ETM-2 tenen un origen similar,
Com en el cas del PETM, el reversible nanitzament dels mamífers s'ha notat durant l’ ETM-2.